# Fruzînivka, Ivankiv
Fruzînivka (în ucraineană Фрузинівка) este un sat în comuna Dîteatkî din raionul Ivankiv, regiunea Kiev, Ucraina.

## Demografie
Componența lingvistică a localității Fruzînivka
     Ucraineană (98,61%)
     Rusă (1,39%)
Conform recensământului din 2001, majoritatea populației localității Fruzînivka era vorbitoare de ucraineană (98,61%), existând în minoritate și vorbitori de rusă (1,39%).